# Friedrich von Clausewitz
Friedrich Karl Wilhelm Heinrich von Clausewitz (né le 15 décembre 1807 à Burg et mort le 31 juillet 1866 à Tscheitsch) est lieutenant général prussien et commandant de la 2e division d'infanterie.

## Biographie

### Origine
Au cours de sa vie, Friedrich von Clausewitz (de) montre des parallèles avec son célèbre oncle Carl von Clausewitz (1780-1831). Son père est le fils aîné du percepteur royal prussien Friedrich Gabriel Clauswitz (1740-1802). Le père de Friedrich, Gustav Friedrich Marquard (1769-1830), est le principal percepteur et conseiller fiscal de Burg, tandis que sa mère est Johanna Christiane, née Trillos.

### Carrière militaire
Friedrich von Clausewitz rejoint le 11e régiment de grenadiers de l'armée prussienne le 15 janvier 1824. Au début de sa carrière de soldat, le jeune candidat officier est assisté par son frère aîné en tant que capitaine. Le 21 décembre 1824, Clausewitz est promu enseigne et le 10 mars 1826, sous-lieutenant. Son oncle Carl ne fait confiance qu'à son neveu Friedrich pour être médiocre dans sa capacité d'officier. De 1829 à 1832, Clausewitz étudie à l'école générale de guerre de Berlin. Pendant plusieurs mois, il est sous la direction de son oncle, le directeur de l'école de guerre. Après avoir terminé avec succès ses études, Clausewitz sert comme instructeur pour les jeunes officiers et aspirants à l'école de la 11e division d'infanterie à Breslau. À partir du 15 juin 1841, il occupe la fonction d'adjudant à l'état-major de la 11e brigade d'infanterie. Promu premier lieutenant le 18 septembre 1842, il fait partie du grand État-Major général à partir du 1er avril 1843. Promu capitaine, son transfert à l'état-major général a lieu le 4 avril 1844. Il y est actif en tant que chef d'un service d'arpentage et, en 1846/48, en tant qu'enseignant à l'école de guerre générale. Au cours de l'année révolutionnaire de 1848 Clausewitz est affecté à la brigade mobile de la Garde lors de la campagne contre le Danemark, puis, à partir de juin, lors de la campagne contre les révolutions dans le Palatinat et le Bade, à l'état-major de la 2e division, qui appartenait au 1er corps d'armée dirigé par Moritz von Hirschfeld. Le commandement général de l'action est assuré par le prince de Prusse. Clausewitz participe aux batailles de Hombourg, Rinnthal (de), Ubstadt, Durlach et la Murg. Pour son travail, il reçoit l'Ordre de l'Aigle rouge de 4e classe avec des épées. Le 29 novembre 1849, il est promu major .
La crise d'automne de 1850 aboutit à une mobilisation générale en Prusse, au cours de laquelle Clausewitz est affecté à la division mobile de campagne du 3e corps d'armée le 30 novembre. Avec la démobilisation, Clausewitz retourne à l'état-major général et enseigne à nouveau à l'école générale de guerre de Berlin de 1851 à 1855. Le 12 juillet, il est promu lieutenant-colonel, et le 18 juillet 1855, il est nommé chef d'état-major du 7e corps d'armée. Après seulement trois mois, il est transféré au ministère de la Guerre à Berlin en tant que chef du département de l'armée.
En 1857, Clausewitz élabore un plan de réorganisation de l'armée prussienne, qu'il approfondit dans un mémorandum à la demande du prince de Prusse, devenu régent de Prusse. Cela incite  Guillaume à essayer à nouveau de mettre en œuvre une réforme de l'armée. Le mémorandum de Clausewitz appartient donc à la préhistoire du conflit constitutionnel prussien. Lorsque le projet de réforme réussit en 1862, Guillaume est devenu roi et Clausewitz est retourné au service du front.
Il est promu colonel le 22 novembre 1858 et, le 18 janvier 1859, il reçoit son premier commandement actif en tant que commandant du 1er régiment de grenadiers. Ce commandement s'est prolongé jusqu'à ce que, après sa promotion au grade de colonel, il soit nommé commandant de régiment le 18 janvier 1859. À ce poste, il est également membre de la commission d'étude de l'Académie de guerre de Berlin à partir de la fin de juillet 1860. En position à la suite de son régiment, Clausewitz est nommé commandant de la 31e brigade d'infanterie à Trèves le 3 septembre 1861, et promu major général le 18 octobre 1861. À partir du 14 janvier 1862, il commande la 2e brigade d'infanterie de la Garde et en janvier de l'année suivante, à l'occasion de la fête de l'Ordre, il reçoit l'Ordre de l'Aigle rouge de 2e classe avec des feuilles de chêne et des épées sur l'anneau.
Lorsque la Prusse, à l'occasion du soulèvement de janvier dans la Pologne voisine du Congrès, en mars 1863, place les troupes des districts adjacents des 1er, 2e, 5e et 6e corps d'armée sous le commandement du général Franz Karl von Werder, Clausewitz reçoit le poste de chef d'état-major. Au cours de ce commandement, il est relevé de ses fonctions de  membre de la commission d'étude de l'Académie de guerre au début du mois de mars 1863. En janvier 1864, Clausewitz retourne dans sa brigade et est de nouveau membre de la commission d'étude à partir du début du mois de février. Le 17 octobre 1864, il est nommé inspecteur des garnisons des forteresses de Mayence et de Rastatt (de). À ce poste, l'empereur François-Joseph Ier le décore avec la croix de commandant de l'ordre de Léopold. En juin 1865, il est promu lieutenant général.
Nommé commandant de la 2e division d'infanterie le 4 janvier 1866, Clausewitz dirige sa grande unité dans la 2e armée du prince héritier Frédéric-Guillaume dans la guerre austro-prussienne. En juin, il traverse la Silésie en direction de la Bohême. Sa division avance via Trautenau, qui est à environ 30 km au nord de Nachod et couverte par la rivière Aupa, formant un important point de défense autrichien. Dans la bataille de Sadowa (3 juillet), il peut à peine se distinguer parce que le 1er corps d'armée n'est plus vraiment engagé dans le combat. Mais sa division poursuit l'armée autrichienne en fuite en Moravie-du-Sud, où il reçoit l'ordre de s'arrêter près du village de Tscheitsch. Ici, à environ 40 km au sud-est de Brno, il trouve des conditions catastrophiques: le choléra éclate. Clausewitz utilise son personnel médical pour soigner et traiter les malades. Quand le 30 juillet, la division reçoit l'ordre de rentrer chez elle, Friedrich ne peut plus suivre cet ordre. Comme son oncle, il est tombé malade du choléra et décède le 31 juillet 1866. En tant que chrétien protestant, Clausewitz reçoit une tombe dans le parc par l'Église catholique.